# Moyencourt
Moyencourt – miejscowość i gmina we Francji, w regionie Hauts-de-France, w departamencie Somma.
Według danych na rok 1990 gminę zamieszkiwały 263 osoby, a gęstość zaludnienia wynosiła 63 osoby/km² (wśród 2293 gmin Pikardii Moyencourt plasuje się na 736. miejscu pod względem liczby ludności, natomiast pod względem powierzchni na miejscu 952.).